# Прапор Володарського району (Київська область)
Пра́пор Воло́дарського райо́ну — офіційний символ Володарського району Київської області, затверджений 2 грудня 2003 року рішенням № 66-09 24 сесії Володарської районної ради.

## Опис
Прапор являє собою прямокутне червоне полотнище зі співвідношенням сторін 1:1,45 м, поле якого хрестоподібне, розподілене двома золотими смугами. Ширина вертикальної смуги становить 0,27 м, ширина горизонтальної — 0,135 м. Від бокової межі полотнища до вертикальної лінії — 0,58 м, від верхньої межі полотнища до горизонтальної лінії — 0,24 м.